# Наалегу (Гаваї)
Наалегу (англ. Naalehu) — переписна місцевість (CDP) в США, в окрузі Гаваї штату Гаваї. Населення — 811 особа (2020).

## Географія
Наалегу розташований за координатами 19°4′11″ пн. ш. 155°34′30″ зх. д. / 19.06972° пн. ш. 155.57500° зх. д. (19.069827, -155.575098).  За даними Бюро перепису населення США в 2010 році переписна місцевість мала площу 5,61 км², уся площа — суходіл.

### Клімат
| Клімат : Наалегу        | Клімат : Наалегу | Клімат : Наалегу | Клімат : Наалегу | Клімат : Наалегу | Клімат : Наалегу | Клімат : Наалегу | Клімат : Наалегу | Клімат : Наалегу | Клімат : Наалегу | Клімат : Наалегу | Клімат : Наалегу | Клімат : Наалегу | Клімат : Наалегу |
| Показник                | Січ.             | Лют.             | Бер.             | Квіт.            | Трав.            | Черв.            | Лип.             | Серп.            | Вер.             | Жовт.            | Лист.            | Груд.            | Рік              |
| Абсолютний максимум, °C | 31,7             | 33,3             | 33,9             | 31,7             | 33,9             | 33,3             | 35,6             | 35,6             | 33,3             | 32,2             | 32,2             | 32,8             | 35,6             |
| Середній максимум, °C   | 25,3             | 25,6             | 25,6             | 25,6             | 26,2             | 26,7             | 27,1             | 27,5             | 27,8             | 27,3             | 26,4             | 25,5             | 26,4             |
| Середній мінімум, °C    | 17,0             | 16,8             | 17,3             | 17,9             | 18,5             | 19,3             | 19,6             | 20,1             | 19,9             | 19,7             | 19,0             | 18,1             | 18,6             |
| Абсолютний мінімум, °C  | 10,0             | 11,1             | 10,0             | 10,0             | 10,0             | 12,2             | 11,7             | 15,6             | 13,3             | 15,0             | 12,8             | 12,2             | 10,0             |
| Норма опадів, мм        | 136              | 104              | 104              | 81               | 60               | 47               | 91               | 83               | 103              | 119              | 166              | 143              | 1237             |
| Днів з дощем            | 9,8              | 7,9              | 8,5              | 11,3             | 12,2             | 8,4              | 10,1             | 10,4             | 11,9             | 12,9             | 10,9             | 10,8             | 125,1            |
| ----------------------- | ---------------- | ---------------- | ---------------- | ---------------- | ---------------- | ---------------- | ---------------- | ---------------- | ---------------- | ---------------- | ---------------- | ---------------- | ---------------- |
| Джерело:                |                  |                  |                  |                  |                  |                  |                  |                  |                  |                  |                  |                  |                  |

## Демографія
Згідно з переписом 2010 року, у переписній місцевості мешкало 866 осіб у 251 домогосподарстві у складі 192 родин. Густота населення становила 154 особи/км².  Було 295 помешкань (53/км²).
Расовий склад населення:
| - 40,9 % — азіатів - 14,0 % — вихідців з тихоокеанських островів - 10,5 % — білих - 0,1 % — чорних або афроамериканців |

До двох чи більше рас належало 34,1 %. Частка іспаномовних становила 8,2 % від усіх жителів.
За віковим діапазоном населення розподілялося таким чином: 30,0 % — особи молодші 18 років, 52,8 % — особи у віці 18—64 років, 17,2 % — особи у віці 65 років та старші. Медіана віку мешканця становила 36,5 року. На 100 осіб жіночої статі у переписній місцевості припадало 94,6 чоловіків;  на 100 жінок у віці від 18 років та старших — 98,7 чоловіків також старших 18 років.
Середній дохід на одне домашнє господарство  становив 56 736 доларів США (медіана — 40 568), а середній дохід на одну сім'ю — 63 938 доларів (медіана — 57 917). За межею бідності перебувало 17,6 % осіб, у тому числі 21,7 % дітей у віці до 18 років та 10,2 % осіб у віці 65 років та старших.
Цивільне працевлаштоване населення становило 307 осіб. Основні галузі зайнятості: сільське господарство, лісництво, риболовля — 41,7 %, освіта, охорона здоров'я та соціальна допомога — 21,8 %, науковці, спеціалісти, менеджери — 12,1 %, мистецтво, розваги та відпочинок — 5,2 %.